# Liste de plantes allergisantes
Cette liste (non exhastive) contient des plantes réputées allergisantes pour l'humain.
Il faut toutefois garder à l'esprit que l'allergie à une plante dépend de nombreux facteurs, comme la partie de la plante incriminée, les facteurs environnementaux tels que la pollution, la façon dont l'organisme est entré en contact avec cette plante, la dose à laquelle l'organisme a été exposé, l'état général de cet organisme, les prédispositions individuelles, etc.

## Plantes allergisantes

### Allergie respiratoire

#### Liste du RNSA
En France, le Réseau national de surveillance aérobiologique (RNSA) a classé 25 végétaux produisant des pollens à l'origine de symptômes d'allergie. Ils sont notés de 0 (nul) à 5 (très fort) sur une échelle de «potentiel allergisant».
- Parmi les arbres figurent par ordre décroissant  : (5): le cyprès et le bouleau, (4): l'aulne, le frêne et le chêne, (3): le noisetier, le saule, le charme, le platane, le tilleul et l'olivier, (2): le peuplier, le châtaignier le hêtre et le murier, (1): l'orme, (0): Le pin (produit des pollens mais non allergisants)
- Parmi les herbacées : (5): L'ambroisie et les graminées, (4): l'armoise, (3): le plantain, le chenopode, (2): l'oseille, (1): l'ortie

#### Autres plantes
De nombreuses espèces anémophiles, c'est-à-dire pollinisées par le vent.
- Conifères
- Urticaceae
- Chenopodiaceae
- Amaranthaceae
- Salicaceae
- Platanaceae
- Asteraceae
- Poaceae

### Allergie cutanée
- Ache, Apium graveolens, Apiaceae
- Abelmoschus, Abelmoschus esculentus, Malvaceae
- Ammi, Ammi majus, Apiaceae
- Angélique, Angelica archangelica, Apiaceae
- Berce, Heracleum spp., Apiaceae
- Euphorbe, Euphorbia spp., Euphorbiaceae
- Figuier, Ficus carica, Moraceae
- Fremontodendron, Fremontodendron Californicum, Sterculiaceae
- Fustet, Cotinus coggyria, Anacardiaceae
- Marguerite, Leucanthemum vulgare, Asteraceae
- Panais, Pastinaca sativa, Apiaceae
- Sumac, Rhus spp. et Toxicodendron spp., Anacardiaceae
- Rue, Ruta graveolens, Rutaceae
- Loiseleur, Peucedanum paniculatum, Apiaceae

### Allergie digestive
- Abricotier, Prunus armeniaca, Rosaceae
- Arachide, Arachis hypogea, Fabaceae
- Avoine, Avena sativa, Poaceae
- Blé, Triticum spp., Poaceae
- Euphorbe, Euphorbia spp., Euphorbiaceae
- Fève, Vicia faba, Fabaceae
- Fraise Fragaria sp., Rosaceae
  - Fraise des bois, Fragaria vesca, Rosaceae
- Tomate, Lycospermum esculentum, Solanaceae